# Elisabeth Krämer-Bannow

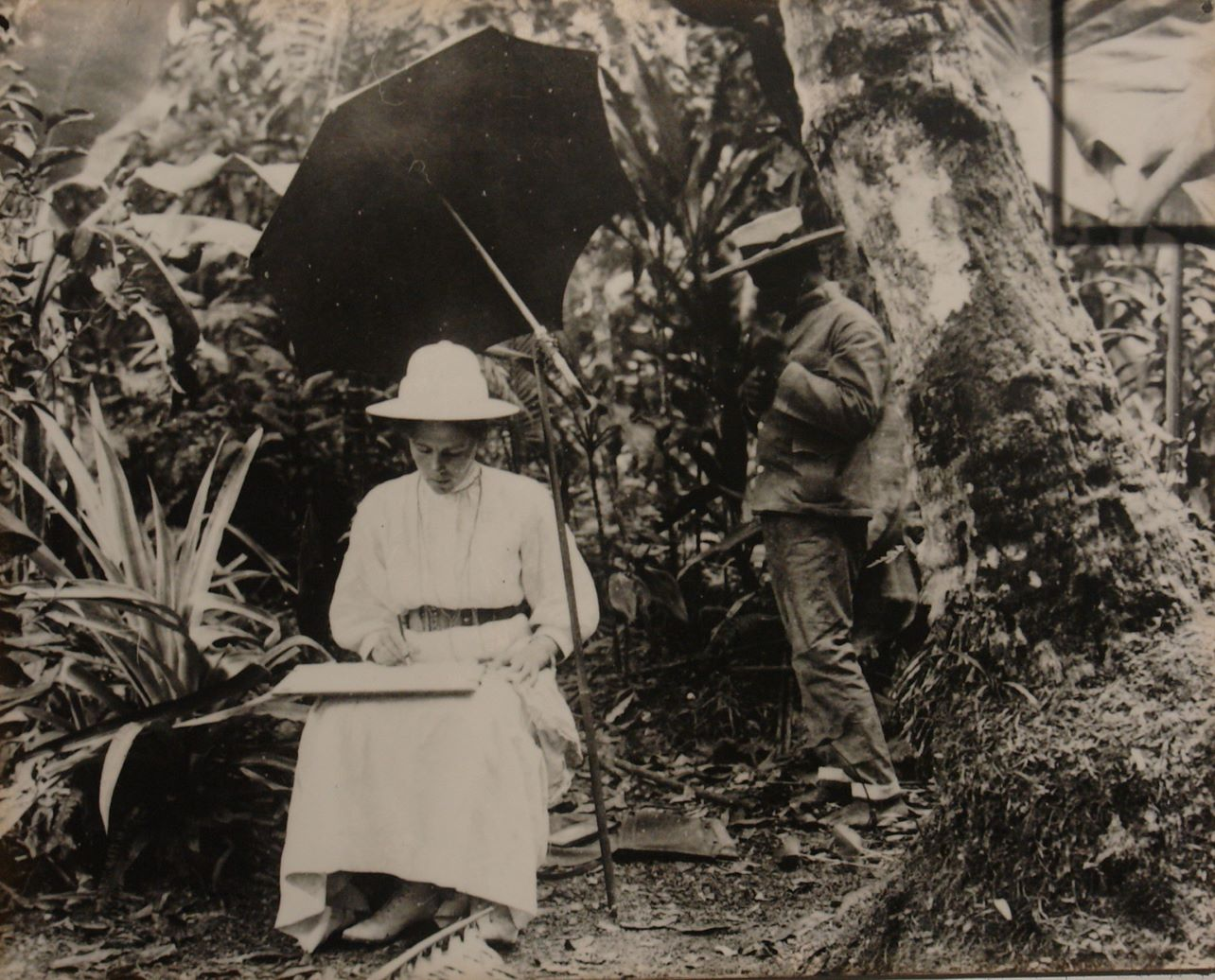
Elisabeth Krämer-Bannow zeichnend auf den Palau-Inseln, 1909

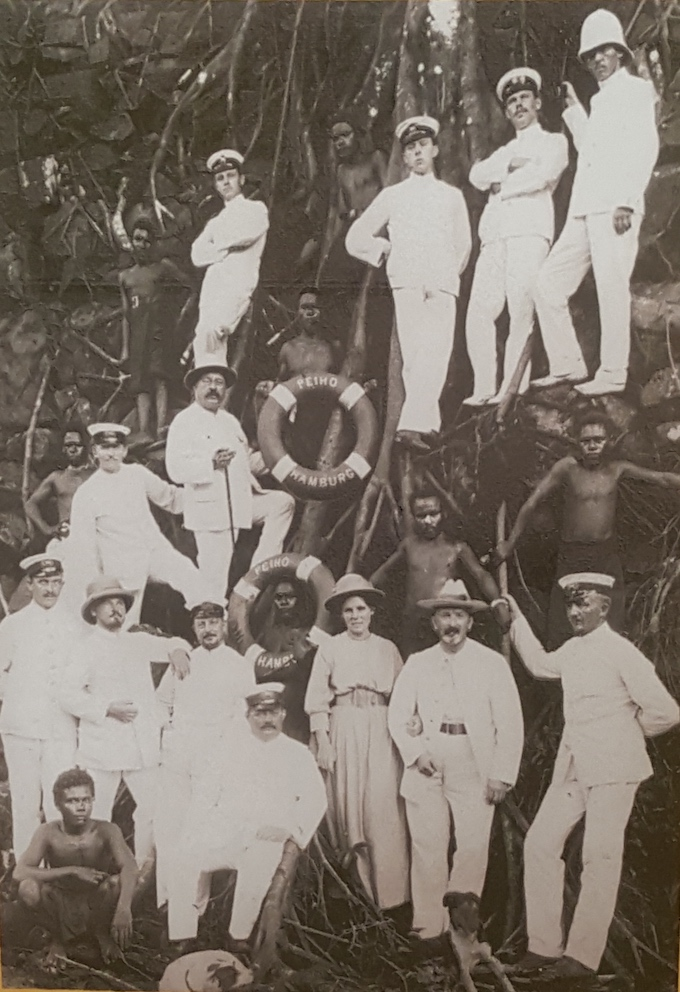
Krämer-Bannow (unten Mitte), Hamburger Südsee-Expedition, 1908

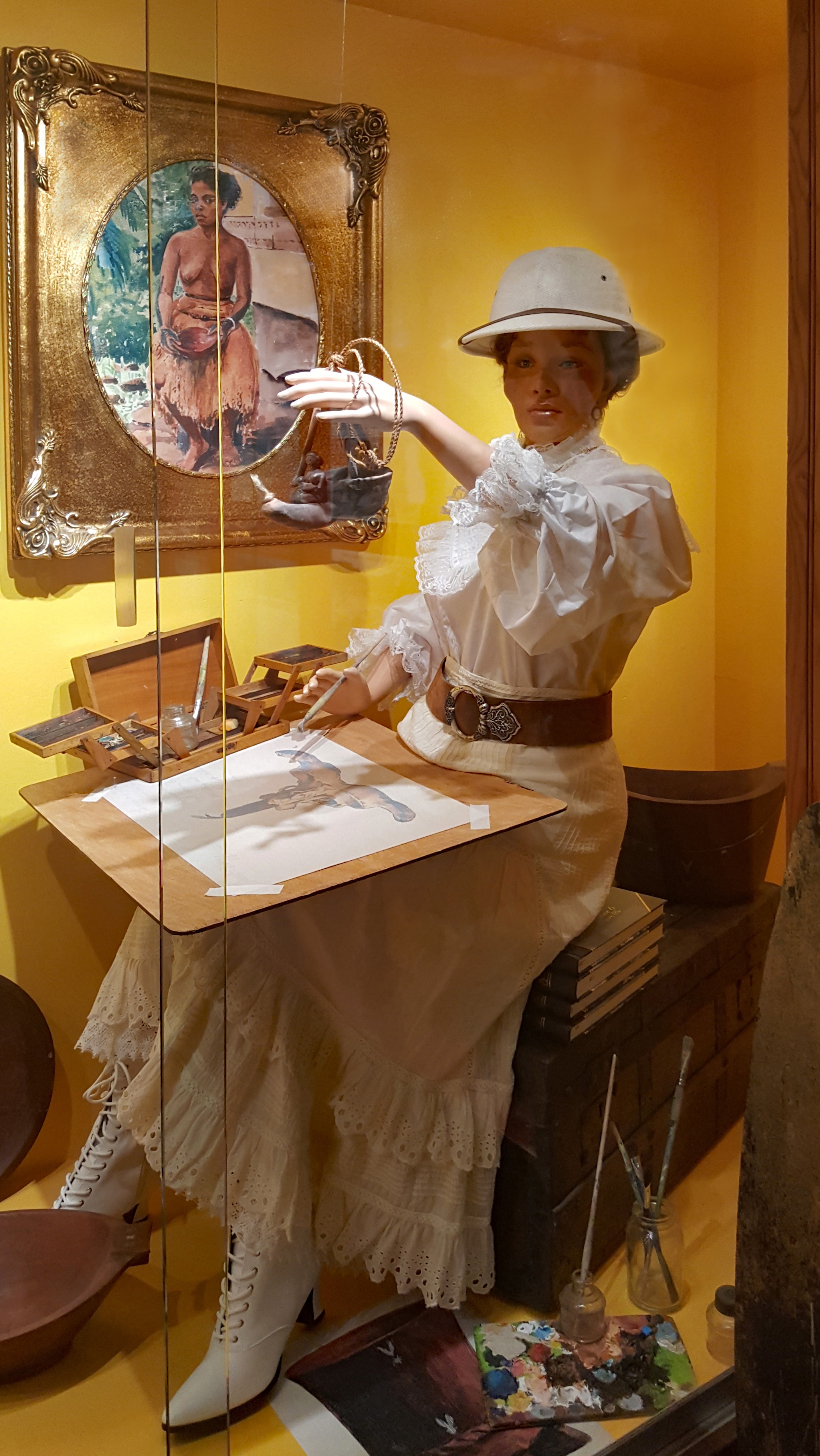
Krämer-Bannow beim Zeichnen, lebensgroßes Diorama im Etpison Museum, Koror, Palau

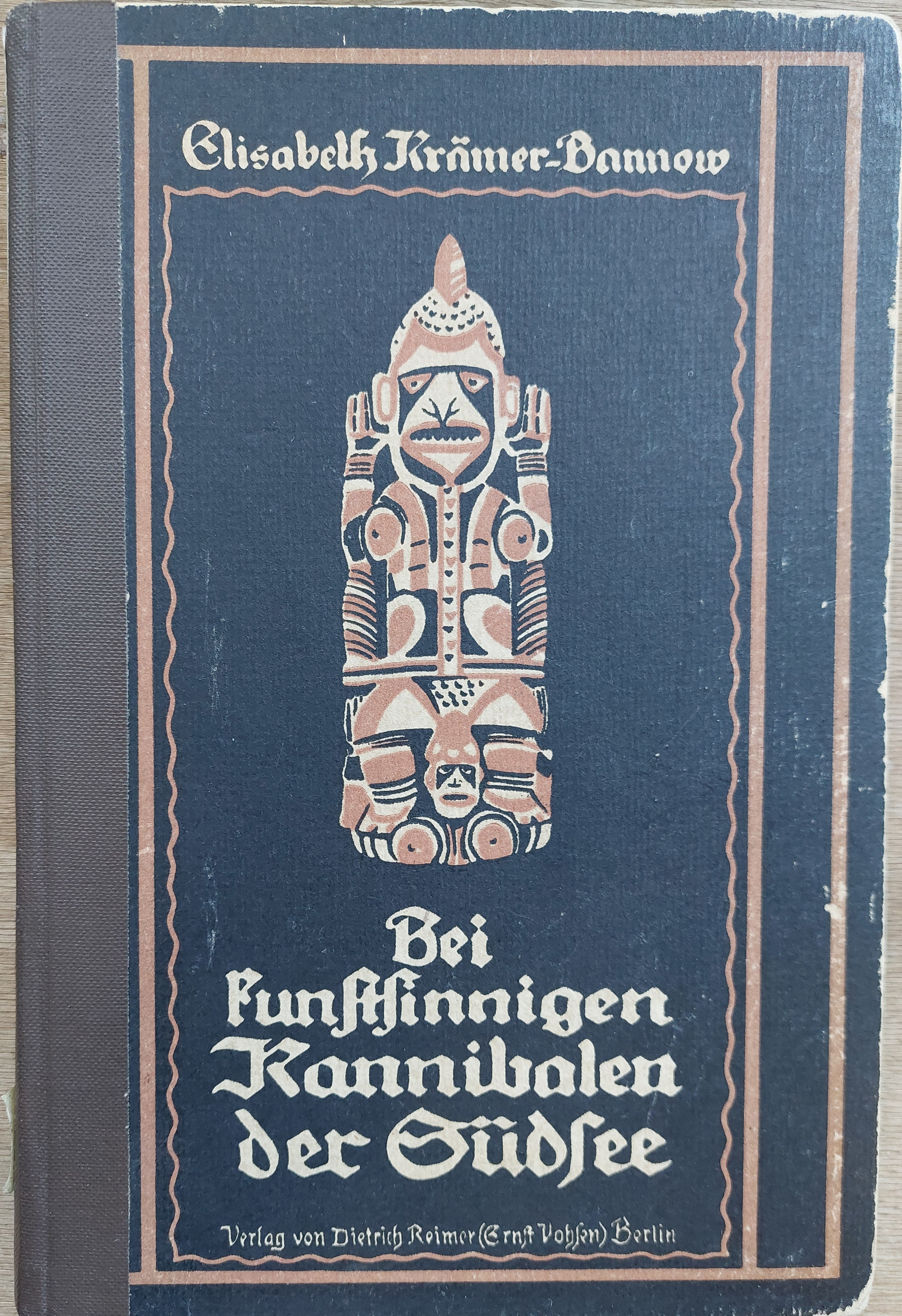
Kannibalen (1916)

Elisabeth Krämer-Bannow (* 29. September 1874 in Wismar; † 9. Januar 1945 in Schorndorf bei Stuttgart) war eine deutsche Anthropologin. Sie erforschte als eine der ersten westlichen Frauen die Inseln des Pazifik. Sie befasste sich mit völkerkundlichen Untersuchungen und unterstützte ihren Mann Augustin Krämer bei dessen wissenschaftlichen Arbeiten sowie durch eigene Forschungsergebnisse.

## Leben
Elisabeth Bannow wuchs in bürgerlichen Verhältnissen einer Apothekerfamilie in Berlin auf. Mit fast 30 Jahren, zeitgenössisch im „fortgeschrittenen Alter“, heiratete sie 1904 den Volkskundler Augustin Krämer. Zuvor hatte sie mehrere Monate in Sri Lanka verbracht.
Sie begleitete ihren Mann auf dreien seiner Expeditionen in den deutschen Kolonialgebieten des Pazifik: 1906/07 durch den Bismarck-Archipel auf die Palau-Inseln, 1908 nach Neuirland (zeitgenössisch Neumecklenburg) und 1909/10 als Angehörige der Hamburger Südsee-Expedition, die ihr Mann leitete, auf die Karolinen. Bei allen drei Reisen war sie das einzige weibliche Mitglied. Nachdem sie bei der Deutschen Marine-Expedition auf Forderung ihres Mannes hin schon als seine Assistentin angestellt und mit Reisegeld bezahlt worden war, wurde sie trotz Sträuben von Kollegen als vollwertiges Mitglied des wissenschaftlichen Teams der Hamburger Südsee-Expedition angestellt und als solche (wieder auf Augustin Krämers Fordern hin) bezahlt. Krämer-Bannow arbeite, oft unter schwierigen Bedingungen, als Malerin und Fotografin. Ihre Beobachtungen über das Leben der Frauen trugen bedeutend zu den Forschungsergebnissen bei und wären für männliche Forscher nur schwer zu erlangen gewesen.
Ihre Ergebnisse und Erlebnisse ihrer Reisen hielt sie in einigen Veröffentlichungen fest. Nach der Rückkehr in die Heimat im Jahr 1910 publizierte Elisabeth Krämer-Bannow mehrere Artikel, in denen sie ihre Erfahrungen in den Kolonien zur Unterstützung politischer Forderungen nutzte: 1913 veröffentlichte sie den Artikel „Heimatschutz in deutschen Kolonien!“ im Kunstwart und Kulturwart, in dem sie eine „mildere Behandlung“ einheimischer Menschen durch die Missionsarbeit forderte. Das schloss die Unterlassung von Aufzwingen europäischer Kleidung und die Unterdrückung indigener Kultur mit ein. Allerdings argumentierte sie dabei vehement für die Notwendigkeit zur Christianisierung zur Austreibung von Dämonenglauben und „etwa vorhandene Rohheiten gegen Tier und Mensch“. Im selben Jahr kam auch ihr Artikel „Natur und Heimatschutz, Menschenschutz in unseren Kolonien“ im Stuttgarter Handweiser für Naturfreunde und Zentralblatt für das naturwissenschaftliche Bildungs- und Sammlungswesen heraus. 1916 veröffentlichte Elisabeth den Reisebericht „Bei kunstsinnigen Kannibalen in der Südsee – Wanderungen auf Neu-Mecklenburg“. 2007 erschien in Australien eine englische Übersetzung. 1917 und 1918 veröffentlichte sie zwei Artikel im Organ des Frauenbundes der Deutschen Kolonialgesellschaft, "Kolonie und Heimat", um für die Wichtigkeit der deutschen Ozeanien-Kolonien an sich und den Anteil von deutschen Frauen daran zu werben.
Neben den Publikationen Elisabeth Krämer-Bannows selbst muss ihre Unterstützung an der Arbeit der 1917–1929 in Hamburg publizierten Palau-Teilbände ihres Mannes Augustin Krämer erwähnt werden. In der Einleitung des ersten Bandes spricht er seiner Frau seinen ausdrücklichen Dank für die Fülle an Material aus, auf deren Basis er weite Teile seiner Arbeit schrieb: „Nicht allein Zeichnen und Malen war ihr Feld, sondern auch in der Erforschung des Lebens der Frauen, deren Arbeit, Wirtschaft, Kochkunst usw. verdanke ich ihr so viel, daß ich manches Kapitel eigentlich unter ihrem Namen bringen müßte. Wenn ich dies nicht tue, so ist es, weil ihre Beobachtungen und Anregungen auch sonst überall mit in meine Arbeit hineinspielen. Ich habe ihren Namen deshalb neben den Kubarys auf die Widmungseite gesetzt.“ Wie viel Anteil sie am tatsächlichen Text hatte, ist noch nicht geklärt. Die Palau-Bände enthalten aber eine Fülle von Elisabeth Krämer-Bannows Aquarellen, sowie einige, die von ihrem Vater Adolph Bannow angefertigt wurden. Die genauen Umstände der Anfertigung von Skizzen, Aquarellen und Fotografien sind noch nicht systematisch aufgearbeitet.
Ebenso schwierig zu fassen sind Elisabeth Krämer-Bannows unveröffentlichte Arbeiten. In der Ethnologischen Sammlung der Universität Göttingen existieren Feldnotizen und ein privates Expeditionstagebuch der Hamburger Südsee-Expedition wird im MARKK Hamburg aufbewahrt. Darin finden sich Hinweise auf ihre „Sammel“-tätigkeiten: Nicht nur kaufte sie selbst auf den Expeditionen sogenannte „Ethnographika“ (Alltagsgegenstände und Heiligtümer) für die Stuttgarter, Berliner und Hamburger Völkerkundemuseen, die als „Sammlung Krämer“ unter dem Namen allein Augustin Krämers in die jeweiligen Dokumentenbücher eingingen; auch fotografierte sie ab der Hamburger Südsee-Expedition selbst. Außerdem assistierte sie weiterhin ihrem Mann bei der Fotografie und dem Entwickeln der Aufnahmen. Daher ist auch die Urheberschaft der überlieferten, nur teils in Sekundärliteraturtiteln publizierten Fotografien quasi unmöglich klar zwischen den beiden zu trennen. Ihrerzeit unveröffentlichte Aquarelle sowie Teile der Fotografien aus Palau werden in der Sammlung des Ethnologischen Instituts der Tübinger Universität aufbewahrt.
Forschungslücken tun sich bei Fragen zur Entstehung der ethnologischen Informationen in Elisabeth Krämer-Bannows Texten auf: Zu Übersetzern und Übersetzerinnen der indigenen Bevölkerungen erwähnt sie nur wenig; einzelne Akteurinnen fallen namentlich, aber nicht im Detail. Auch Informationen zur zeitgenössischen Rezeption des Reiseberichtes und der Artikel fehlen. Abgesehen von der Assistenz an den Palau-Bänden ihres Mannes ist nicht überliefert, womit Krämer-Bannow nach ihrer letzten eigenen Publikation 1918 den Rest ihres Lebens verbrachte. In der Sekundärliteratur taucht sie als Teil der kolonialen Frauengeschichte sowie weiblicher Wissenschaftsgeschichte der Ethnologie auf, aber immer in Zusammenhang mit anderen Frauen; eine alleinige Monographie zu Elisabeth Krämer-Bannow fehlt bisher. Das studentische online-Ausstellungsprojekt „Koloniale Schatten“ von Dozierenden und Studierenden der Ethnologie an der Universität Tübingen, welches sich um die visuellen Produktionen Elisabeth Krämer-Bannows auf Palau dreht, wurde im Januar 2025 eröffnet.

## Schriften
- Heimatschutz in deutschen Kolonien!. Flugschrift zur Ausdruckskultur [des] Dürerbund[es] Nr. 117, Callwey, München 1913, 10 S. Außerdem in: Kunst- und Kulturwart, Heft 19 (1. Juliheft 1913), S. 13–25. Digitalisat.
- Bei kunstsinnigen Kannibalen in der Südsee. Wanderungen auf Neu-Mecklenburg 1908–1909, Reimer, Berlin 1916.[11] Digitalisat
  - Englisch: Among Art-Loving Cannibals of the South Seas, übersetzt von Waltraud Schmidt, Adelaide 2007, ISBN 978-1863332996.

- Deutsches Frauenleben in der Südsee, in: Kolonie und Heimat, 11. Jg. (1917/18), Nr. 37, S. 6. Digitalisat
- Der hohe Wert des deutschen Südsee-Schutzgebietes, in: Kolonie und Heimat, 11. Jg. (1917/18), Nr. 29, S. 4f. Digitalisat.
- Natur und Heimatschutz, Menschenschutz in unseren Kolonien, in: Kosmos, Handweiser für Naturfreunde und Zentralblatt für das naturwissenschaftliche Bildungs- und Sammelwesen, 10. Jg., (Stuttgart September 1913), S. 353–360.